# Порт, Ричи
Ричард Джулиан «Ричи» Порт (англ. Richard Julian "Richie" Porte; род. 30 января 1985 в Лонсестоне), Австралия — австралийский профессиональный шоссейный велогонщик, выступающий за команду мирового тура «Lidl-Trek». Чемпион Австралии 2015 года в индивидуальной гонке. Лучший молодой гонщик Джиро д’Италия 2010.

## Карьера
С 2003 года Порт профессионально занимался триатлоном, но в 21 год он принял решения сосредоточиться на велоспорте. Выступая за тасманийскую команду Praties, он попал в десятку лучших на Тур Даун Андер, выиграл Туры Перта и Тасмании, а также неплохо зарекомендовал себя на юниорской Джиро 2009 года, на которой он выиграл индивидуальную гонку на время с раздельным стартом.
Эти успехи привлекли к нему внимание профессиональных европейских команд высшего дивизиона, и в 2010 году австралиец вошёл в состав команды Saxo Bank. В первый же год Порт выиграл гонку на время в рамках Тура Романдии, который он завершил шестым. На Джиро австралиец показал феноменальный результат, заняв на своей первой супермногодневке в карьере седьмое место, попутно выиграв белую майку лучшего молодого гонщика. На протяжении трёх этапов гонки Порт был лидером общего зачёта и нёс на своих плечах розовую майку лидера, которую уступил лишь на горных этапах в Доломитовых Альпах. В сентябре 2010 года на домашнем чемпионате мира по велоспорту Порт остановился лишь в шаге от завоевания бронзовой медали в разделке, уступив третьему призёру, немцу Тони Мартину всего лишь 6,5 секунды.
2011 год не был для австралийца столь успешным — на Джиро и Тур де Франс он был главным грегари для своего товарища по команде Альберто Контадора, результаты которого впоследствии были аннулированы. Всего за сезон Порт одержал две победы, выиграв «разделки» на Вуэльте Кастильи и Леона и Туре Дании. На чемпионате мира в Копенгагене австралиец показал шестое время в гонке на время.
В 2012 году Порт перешёл в состав британской команды Sky Procycling. В начале сезона он выиграл португальскую недельную гонку Вольта Алгарви, но бо́льшую часть сезона являлся грегари для лидеров команды — Бредли Уиггинса и Криса Фрума. Несмотря на подобный статус, Порт занял четвёртое место на Туре Романдии, девятое — на Критериуме ду Дофине, а на королевском предпоследнем этапе Вуэльты он стал вторым, уступив в финишном спурте Денису Меньшову.
В начале 2013 года Порт получил лидерский статус в своей команде на гонке Париж — Ницца и блестяще воспользовался предоставленным шансом, выиграв королевский горный этап, финальную горную «разделку» и общий зачёт гонки. Месяц спустя в аналогичном статусе Порт выступил на Туре Страны Басков. Несмотря на победу на пятом этапе, Порт уступил победу колумбийцу Наиро Кинтане, неожиданно проиграв ему финальную гонку с раздельным стартом. На Критериуме ду Дофине Порт также стал вторым, уступив только товарищу по команде Крису Фруму, и отправился на Тур де Франс в качестве главного горного помощника британца. Уже на первом горном этапе Фрум и Порт повторили сценарий предыдущих гонок, а австралийца, поднявшегося на второе место в общем зачёте, стали рассматривать как возможного итогового призёра. Но уже день спустя Порт оказался в глубоком кризисе, проиграв лидерам более 17 минут и потерял шансы на итоговый личный успех.

## Личная жизнь
В 2015 году женился на Джемме Николь Барретт. У пары двое детей — сын Лука (род. 02.06.2018) и дочь Элоиз (род. 04.09.2020).

## Достижения
2008
1-й Этап 2 Тур Веллингтона
5-й Хералд Сан Тур
9-й Тур Даун Андер
2009
1-й Гран-при Фелино
1-й Этап 2 Джиро дель Фриули
1-й Этап 4 (ИГ) Джиробио
3-й Кубок Мира
Чемпионат Австралии
3-й  Индивидуальная гонка
10-й Тур Лангкави
2010
Чемпионат мира
4-й Индивидуальная гонка
4-й Тур Британии
4-й Энеко Тур
7-й Джиро д’Италия
1-й  Молодёжная классификация
10-й Тур Романдии
1-й Этап 3 (ИГ)
10-й Классика Сан-Себастьяна
2011
1-й Этап 4 Вуэльта Кастилии и Леона (ИГ)
1-й Этап 5 Тур Дании (ИГ)
Чемпионат мира
6-й Индивидуальная гонка
2012
1-й  Вольта Алгарви
1-й Этап 3
Чемпионат Австралии
3-й  Групповая гонка
5-й Индивидуальная гонка
4-й Тур Романдии
4-й Тур Баварии
9-й Критериум Дофине
2013
1-й  Париж — Ницца
1-й Этапы 5 & 7 (ИГ)
2-й Критериум Интернациональ
1-й Этап 2 (ИГ)
1-й  Очковая классификация
2-й Тур Страны Басков
1-й Этап 5
2-й Критериум Дофине
Чемпионат мира
3-й  Командная гонка
8-й Тур Романдии
2014
2-й Вуэльта Андалусии
Чемпионат Австралии
3-й  Групповая гонка
4-й Тур Даун Андер
1-й Этап 5
2015
Чемпионат Австралии
1-й  Индивидуальная гонка
1-й  Париж — Ницца
1-й Этапы 4 & 7 (ИГ)
1-й  Вуэльта Каталонии
1-й  Джиро дель Трентино
1-й Этап 2
2-й Тур Даун Андер
1-й Этап 5
4-й Вольта Алгарви
1-й  Горная классификация
1-й Этап 4
2016
2-й Тур Даун Андер
1-й Этап 5
Чемпионат Австралии
2-й  Индивидуальная гонка
3-й Париж — Ницца
4-й Вуэльта Каталонии
4-й Критериум Дофине
5-й Тур де Франс
2017
1-й  Тур Даун Андер
1-й Этапы 2 & 5
1-й  Тур Романдии
1-й Этап 7 Париж — Ницца
2-й Критериум Дофине
1-й Этап 4 (ИГ)
2018
2-й Тур Даун Андер
1-й Этап 5
Чемпионат Австралии
3-й  Индивидуальная гонка
2019
2-й Тур Даун Андер
1-й Этап 6
5-й Тур Калифорнии
5-й Херальд Сан Тур
2020
1-й  Тур Даун Андер
1-й Этапы 3

## Статистика выступлений

#### Многодневные гонки
| Гранд-туры        |      |      |      |      |      |      |      |      |      |      |      |
| Гонка             | 2010 | 2011 | 2012 | 2013 | 2014 | 2015 | 2016 | 2017 | 2018 | 2019 | 2020 |
| Джиро д'Италия    | 7    | 81   | —    | —    | —    | НФ   | —    | —    | —    | —    |      |
| Тур де Франс      | —    | 72   | 34   | 19   | 23   | 48   | 5    | НФ   | НФ   | 11   |      |
| Вуэльта Испании   | —    | —    | 68   | —    | —    | —    | —    | —    | 84   | —    |      |
| Многодневки       |      |      |      |      |      |      |      |      |      |      |      |
| Гонка             | 2010 | 2011 | 2012 | 2013 | 2014 | 2016 | 2016 | 2017 | 2018 | 2019 | 2020 |
| Тур Даун Андер    | —    | 33   | —    | —    | 4    | 2    | 2    | 1    | 2    | 2    | 1    |
| Париж — Ницца     | НФ   | 22   | 68   | 1    | —    | 1    | 3    | 11   | —    | —    |      |
| Вуэльта Каталонии | —    | —    | НФ   | —    | НФ   | 1    | 4    | —    | —    | 38   |      |
| Тур Страны Басков | —    | 127  | —    | 2    | —    | —    | —    | —    | НФ   | —    |      |
| Тур Романдии      | 10   | 121  | 4    | 8    | НФ   | —    | НФ   | 1    | 3    | —    |      |
| Критериум Дофине  | —    | —    | 9    | 2    | 22   | —    | 4    | 2    | —    | 11   |      |
| Тур Швейцарии     | —    | —    | —    | —    | —    | —    | —    | —    | 1    | —    |      |

### Чемпионаты
| Соревнование        | Соревнование | 2008 | 2009 | 2010 | 2011 | 2012 | 2013 | 2014 | 2015 | 2016 | 2017 | 2018 | 2019 | 2020 |
| Чемпионат мира      | ГГ           | —    | —    | —    | —    | НФ   | НФ   | —    | —    | —    | —    | —    | —    |      |
| Чемпионат мира      | ИГ           | —    | —    | 4    | 6    | —    | 17   | —    | —    | —    | —    | —    | —    |      |
| Чемпионат мира      | КГ           | —    | —    | —    | —    | —    | 3    | —    | —    | —    | —    | —    | —    |      |
| Чемпионат Австралии | ИГ           | 5    | 3    | —    | —    | 5    | 4    | —    | 1    | 2    | —    | 3    | —    | —    |
| Чемпионат Австралии | ГГ           | —    | 24   | —    | НФ   | 3    | 34   | 3    | 22   | НФ   | —    | 14   | —    | —    |

| —  | Не участвовал  |
| НФ | Не финишировал |